# Санта-Круш-даш-Флориш
Санта-Круш-даш-Флориш (порт. Santa Cruz das Flores) — муниципалитет в Португалии, входит в округ Азорские острова. Расположен в северной части острова Флориш. Население составляет 2493 человека на 2001 год. Занимает площадь 72,11 км². Столицей муниципалитета является одноимённый город с населением 1810 человек на 2001 год.
Покровителем города считается Дева Мария (порт. Nossa Senhora da Conceição).
Праздник города — 24 июня.

## История
Город основан в 1548 году.

## Экономика и инфраструктура

### Экономика
С 1924 года по 1981 год на острове процветал китобойный промысел. В 1941—1944 гг. был построен и функционировал перерабатывающий завод. В данное время отрасль не развивается.
Кроме того, в экономике острова немаловажную роль играет молочная промышленность. На местном заводе Uniflores Queijo производят сыр. Ежедневная переработка составляет 4000-5000 литров молока.
В 1990-х годах наиболее важное значение приобрело развитие на острове туристического бизнеса.

### Транспорт
Санта-Круш-даш-Флориш связан трассой R 1-2 со всеми важными пунктами на восточном побережье. На западном побережье функционирует скоростная трасса R 2-2, находящаяся в 3 км к юго-западу от города и отходящая от трассы R 1-2. В Санта-Круш-даш-Флориш имеются три порта — по перевозке грузов и пассажиров Порту-даш-Посаш, рыболовецкий порт с маяком Порту-Велью и Порту-Бокуирон на бывшем перерабатывающем заводе. Недалеко от города работает единственный на острове аэропорт, построенный ещё в 1968 году. С него осуществляются прямые рейсы до Азорских островов Сан-Мигел, Терсейра, Фаял и Корву.

### Образование
В Санта-Круш-даш-Флориш функционирует одна начальная школа, средняя школа и гимназия.

## Демография
| Численность населения муниципалитета по годам | Численность населения муниципалитета по годам | Численность населения муниципалитета по годам | Численность населения муниципалитета по годам | Численность населения муниципалитета по годам | Численность населения муниципалитета по годам | Численность населения муниципалитета по годам | Численность населения муниципалитета по годам |
| --------------------------------------------- | --------------------------------------------- | --------------------------------------------- | --------------------------------------------- | --------------------------------------------- | --------------------------------------------- | --------------------------------------------- | --------------------------------------------- |
| 1849                                          | 1900                                          | 1930                                          | 1960                                          | 1981                                          | 1991                                          | 2001                                          | 2004                                          |
| 4858                                          | 3629                                          | 3484                                          | 3207                                          | 2456                                          | 2628                                          | 2493                                          | 2500                                          |

## Природа и охраняемые зоны
Западная и центральная части муниципалитета не заселены и не обрабатываются человеком и признаны ЮНЕСКО территориями, отвечающими за биоразнообразие острова. Бо́льшая часть природных достопримечательностей расположены в этой части острова, включая Морро-Альто (наивысшая точка муниципалитета и острова — 915 м), а также следующие охраняемые зоны:
- Лесной заповедник Фазенда-де-Санта-Круш
- Лесной заповедник Кальдейра Фунда
- Лесной заповедник Кальдейра Раса
- Лесной заповедник Морро-Альто

## Состав муниципалитета
В муниципалитет входят следующие районы:
1. Кавейра
2. Седруш
3. Понта-Делгада
4. Санта-Круш-даш-Флориш